# Голдыревское сельское поселение
Голдыревское се́льское поселе́ние — упразднённое муниципальное образование в Кунгурском районе Пермского края Российской Федерации.
Административный центр — посёлок Семсовхоз.

## История
Статус и границы сельского поселения установлены Законом Пермской области от 27 декабря 2004 года № 1987-436 «Об утверждении границ и о наделении статусом муниципальных образований Кунгурского района Пермской области»
Законом Пермского края от 9 декабря 2020 года упразднено 22 декабря 2020 года в связи с объединением Кунгура и Кунгурского муниципального района в Кунгурский муниципальный округ, все сельские поселения упразднены.

## Население
| 2010  | 2012  | 2013  | 2014  | 2015  | 2016  | 2017  |
| ----- | ----- | ----- | ----- | ----- | ----- | ----- |
| 1998  | ↘1967 | ↘1949 | ↗1971 | ↘1926 | ↘1922 | ↘1904 |
| 2018  | 2019  | 2020  | 2021  |       |       |       |
| ↘1833 | ↘1792 | ↘1779 | ↘1747 |       |       |       |

## Состав сельского поселения
| № | Населённый пункт | Тип населённого пункта          | Население |
| - | ---------------- | ------------------------------- | --------- |
| 1 | Голдыревский     | посёлок                         | 876       |
| 2 | Дубовое          | деревня                         | 14        |
| 3 | Казарма          | деревня                         | 83        |
| 4 | Каменка          | деревня                         | 129       |
| 5 | Садоягодное      | посёлок                         | 390       |
| 6 | Семсовхоз        | посёлок, административный центр | 480       |
| 7 | Учхоз СПТУ № 68  | посёлок                         | 26        |